# Escuela Preparatoria Hollywood
La Escuela Preparatoria Hollywood (Hollywood High School) es una escuela preparatoria (high school) estadounidense ubicada en Hollywood, Los Ángeles, California. Como parte del Distrito Escolar Unificado de Los Ángeles (LAUSD, por sus siglas en inglés) la preparatoria se abrió en 1904. La empresa Marsh, Smith and Powell  diseñó el edificio escolar. En 2012 el Servicio de Parques Nacionales agregó la preparatoria al Registro Nacional de Lugares Históricos.
Eloy Torrez y Margarita Guzmán diseñaron un mural en la fachada este del gimnasio. Este mural muestra a muchos personajes reconocidos de la cultura estadounidense, incluyendo a Dorothy Dandridge, Dolores Del Rio, Judy Garland y Ricky Nelson. Se añadió el retrato de John Ritter en 2008.

## Ex-estudiantes
- Carol Burnett[3]
- Judy Garland[3]
- Mickey Rooney[3]
- Lana Turner[3]
- Leighton Meester[cita requerida]
- Frank Darabont
- Mickey Rooney
- Al leong